# Hippodrome de Bellerive
Pour les articles homonymes, voir Bellerive.
L'hippodrome de Vichy-Bellerive est un des plus importants hippodromes français, situé sur la commune de Bellerive-sur-Allier, dans le département de l'Allier, sur la rive gauche de l'Allier. Il organise sur son site 40 réunions de courses par an (23 dans la discipline du Trot et 17 dans la discipline du Galop).

## Localisation
L'hippodrome est situé sur le territoire communal de Bellerive-sur-Allier, une commune limitrophe de Vichy séparée par la rivière Allier.
Il est inclus dans un plateau d'économie sportive délimité au nord par l'aérodrome de Charmeil et au sud par la boucle des Isles.

## Histoire
Les Courses de Vichy ont été inaugurées le 22 août 1875, à l'initiative du baron de Veauce, avec cinq courses organisées ; même les chemins de fer ont été sollicités pour assister à cet événement. Le Grand Prix de la ville a eu lieu le 26 août. Les premiers jours ont connu un succès considérable. Elles furent toutefois interrompues entre 1881 et 1886.
La Compagnie fermière gère alors, en plus des jeux de hasard, la construction de l'hippodrome. Il est construit sur la rive gauche de l'Allier sur la commune de Vesse (actuellement Bellerive-sur-Allier), mais le problème majeur est le franchissement de la rivière : une passerelle a été construite. Cet édifice était temporaire puisqu'il n'était opérationnel que pendant la durée des courses.
De nouvelles tribunes sont installées par Jurietti en 1895. Le Pari mutuel est organisé depuis 1898.

## Structure
D’une superficie de 53 hectares, l’hippodrome dispose d’une piste de galop de 2 000 m, une piste de trot en pouzzolane de 1 325 m, d’une piste d’obstacles de 3 400 à 3 900 m, d’un cross-country de 5 000 m, de deux pistes d’entraînement de 900 et 1 600 m et d’un rond de présentation des galopeurs.
Sa tribune contient 1 500 places, des guichets de jeux pari mutuel et deux restaurants.
La piste moderne de trot date de 1965 grâce à l’apport de la municipalité de Vichy et de la Société Sport de France ; l’électrification permet d’organiser des réunions nocturnes. Depuis 1978, les courses nocturnes peuvent alors être organisées avec support PMU (seul Vincennes disposait alors de l’exclusivité). En 1998, Vichy organise la « Grande Semaine » avec des courses au galop ; elle accueille sept tiercé-quarté-quinté + au cours de l'année.

## Événements
La saison hippique de l'hippodrome s'étend de mai à septembre. En 2024, l'hippodrome a accueilli plus de 50 000 visiteurs.
Chaque année, deux événements notables ponctuent la saison de l'hippodrome.
Le Festival du Trot couru pendant la première semaine de juillet, organisé avec les hippodromes de Feurs et de Saint-Galmier, permet d'assister à sept jours de courses consécutifs rassemblant les meilleurs jockeys et drivers français et européens.
Le Festival Européen du Galop se court en général la troisième semaine de juillet. Durant cet événement, tout ce que compte la France de propriétaires, d'entraîneurs et de jockeys se retrouvent pour cinq réunions de courses consécutives avec en point d'orgue la Soirée du Grand Prix de Vichy courue en nocturne. Ce ne sont pas moins de 45 courses qui seront organisées dont les plus notables sont : trois Quinté +, 4 Listeds et 1 Groupe III.